# Veríssimo Correia Seabra
Veríssimo Correia Seabra (Bissau, 17 febbraio 1947 – Bissau, 6 ottobre 2004) è stato un generale e politico guineense.
È stato capo di Stato militare della Guinea-Bissau nel settembre 2003 per circa una settimana. Tramite un colpo di Stato depose il Presidente Kumba Ialá. Fu assassinato nell'ottobre 2004.